# Partido del Renacimiento de Benín
El Partido del Renacimiento de Benín (en francés: Parti de la renaissance du Bénin) y abreviado como RB, es un partido político liberal de Benín. El partido es liderado por Nicéphore Soglo, primer presidente democrático del país entre 1991 y 1996, y posterior alcalde de Cotonú.

## Historia
El partido fue fundado en 1994. Soglo fue candidato a la presidencia por el partido en dos ocasiones, en 1996 y en 2001, quedando en segundo lugar en ambas. En 1996 ganó en primera vuelta, pero fue derrotado en la segunda por Mathieu Kérékou. En 2001, perdió en primera vuelta y optó por boicotear la segunda, dándole un nuevo mandato a Kérékou. A partir de ahí, ya no volvió a presentarse debido a que había superado el límite de edad (70 años) para presentarse a la presidencia. En la elección parlamentaria celebrada el 30 de marzo de 2003, el partido ganó 15 de los 83 escaños. El hijo de Soglo, Lehady Soglo, fue candidato a la presidencia en 2006, sin éxito.
En la elección parlamentaria de marzo de 2007, el RB participó en la Alianza para una Democracia Dinámica, que obtuvo 20 escaños.